# Oreogrammitis graminifolia
Oreogrammitis graminifolia är en stensöteväxtart som först beskrevs av Edwin Bingham Copeland, och fick sitt nu gällande namn av Barbara S. Parris. Oreogrammitis graminifolia ingår i släktet Oreogrammitis och familjen Polypodiaceae. Inga underarter finns listade.